# Rainer Borkowsky
Rainer Borkowsky (Fráncfort, 19 de octubre de 1942) es un deportista alemán que compitió para la RFA en remo como timonel.
Participó en los Juegos Olímpicos de Melbourne 1956, obteniendo una medalla de plata en la prueba de dos con timonel. Ganó dos medallas de oro en el Campeonato Europeo de Remo, en los años 1956 y 1957.

## Palmarés internacional
| Representando al Equipo Alemán Unificado |                       |                  |                 |
| Juegos Olímpicos                         |                       |                  |                 |
| Año                                      | Lugar                 | Medalla          | Prueba          |
| 1956                                     | Melbourne (Australia) | Medalla de plata | Dos con timonel |
| Representando a la RFA                   |                       |                  |                 |
| Campeonato Europeo                       |                       |                  |                 |
| Año                                      | Lugar                 | Medalla          | Prueba          |
| 1956                                     | Bled (Yugoslavia)     | Medalla de oro   | Dos con timonel |
| 1957                                     | Duisburgo (RFA)       | Medalla de oro   | Dos con timonel |